# Fußball-Europameisterschaft 2016/Gruppe A
| Pl. | Land       | Sp. | S | U | N | Tore    | Diff. | Punkte |
| --- | ---------- | --- | - | - | - | ------- | ----- | ------ |
| 1.  | Frankreich | 3   | 2 | 1 | 0 | 004:100 | +3    | 07     |
| 2.  | Schweiz    | 3   | 1 | 2 | 0 | 002:100 | +1    | 05     |
| 3.  | Albanien   | 3   | 1 | 0 | 2 | 001:300 | −2    | 03     |
| 4.  | Rumänien   | 3   | 0 | 1 | 2 | 002:400 | −2    | 01     |

Gruppe A der Fußball-Europameisterschaft 2016:

## Frankreich – Rumänien 2:1 (0:0)
| Frankreich                                                  | Frankreich | Rumänien | Rumänien | Aufstellung                           |
| ----------------------------------------------------------- | --- | --- | -------- | ------------------------------------- |
| Frankreich                                                  | \| 1. Spieltag \| \| 10. Juni 2016 um 21:00 Uhr in Saint-Denis (Stade de France) \| \| Zuschauer: 75.113 \| \| Schiedsrichter: Viktor Kassai ( Ungarn) \| \| Spielbericht \|                                                                                          | \| 1. Spieltag \| \| 10. Juni 2016 um 21:00 Uhr in Saint-Denis (Stade de France) \| \| Zuschauer: 75.113 \| \| Schiedsrichter: Viktor Kassai ( Ungarn) \| \| Spielbericht \|                                                                                                  | Rumänien | Aufstellung Frankreich gegen Rumänien |
| Frankreich                                                  | Hugo Lloris – Bacary Sagna, Adil Rami, Laurent Koscielny, Patrice Evra – Paul Pogba (77. Anthony Martial), N’Golo Kanté, Blaise Matuidi – Antoine Griezmann (66. Kingsley Coman), Olivier Giroud, Dimitri Payet (90.+4′ Moussa Sissoko) Cheftrainer: Didier Deschamps | Ciprian Tătărușanu – Cristian Săpunaru, Vlad Chiricheș , Dragoș Grigore, Răzvan Raț – Nicolae Stanciu (72. Alexandru Chipciu), Ovidiu Hoban, Mihai Pintilii – Adrian Popa (82. Gabriel Torje), Florin Andone (61. Denis Alibec), Bogdan Stancu Cheftrainer: Anghel Iordănescu | Rumänien | Aufstellung Frankreich gegen Rumänien |
| Frankreich                                                  | 1:0 Giroud (57.) 2:1 Payet (89.) | 1:1 Stancu (65., Foulelfmeter) | Rumänien | Aufstellung Frankreich gegen Rumänien |
| Frankreich                                                  | Giroud (69.) | Chiricheș (32.), Raț (45.), Popa (78.) | Rumänien | Aufstellung Frankreich gegen Rumänien |
| Frankreich                                                  | Spieler des Spiels: Dimitri Payet (Frankreich) | | Rumänien | Aufstellung Frankreich gegen Rumänien |
| 1. Spieltag                                                 | | |          |                                       |
| 10. Juni 2016 um 21:00 Uhr in Saint-Denis (Stade de France) | | |          |                                       |
| Zuschauer: 75.113                                           | | |          |                                       |
| Schiedsrichter: Viktor Kassai ( Ungarn)                     | | |          |                                       |
| Spielbericht                                                | | |          |                                       |

Gastgeber Frankreich gelang im EM-Auftaktspiel ein später 2:1-Auftaktsieg. Bereits wenige Minuten nach dem Anpfiff hätte Bogdan Stancu Rumänien in Führung bringen können, schoss Hugo Lloris aber auf der Torlinie an. Zehn Minuten später köpfte Antoine Griezmann den Ball an den rumänischen Pfosten. Die erste Halbzeit bot den Franzosen weitere Gelegenheiten, in Führung zu gehen, doch der rumänische Defensivblock hielt dagegen. In der zweiten Halbzeit vergab Stancu in der 48. Minute einen weiteren Hockkaräter, bis Olivier Giroud mit einem Kopfball nach Flanke schließlich die 1:0-Führung Frankreichs gelang. Stancu egalisierte diesen Rückstand wenig später per Elfmeter, nachdem sein Landsmann Stanciu von Evra im Sechzehner zu Fall gebracht wurde. Nach diesem Rückstand machte die Équipe Tricolore Druck, kam aber nicht zum Abschluss, und erst kurz vor Schluss gelang es Dimitri Payet, einen Weitschuss im rumänischen Tor unterzubringen und den französischen Sieg zu sichern.

## Albanien – Schweiz 0:1 (0:1)
| Albanien                                                    | Albanien | Schweiz | Schweiz | Aufstellung                        |
| ----------------------------------------------------------- | --- | --- | ------- | ---------------------------------- |
| Albanien                                                    | \| 1. Spieltag \| \| 11. Juni 2016 um 15:00 Uhr in Lens (Stade Bollaert-Delelis) \| \| Zuschauer: 33.805 \| \| Schiedsrichter: Carlos Velasco Carballo ( Spanien) \| \| Spielbericht \|                                                                             | \| 1. Spieltag \| \| 11. Juni 2016 um 15:00 Uhr in Lens (Stade Bollaert-Delelis) \| \| Zuschauer: 33.805 \| \| Schiedsrichter: Carlos Velasco Carballo ( Spanien) \| \| Spielbericht \|                                                                                          | Schweiz | Aufstellung Albanien gegen Schweiz |
| Albanien                                                    | Etrit Berisha – Ansi Agolli, Mergim Mavraj, Lorik Cana , Elseid Hysaj – Taulant Xhaka (62. Ergys Kaçe), Burim Kukeli, Amir Abrashi – Ermir Lenjani, Armando Sadiku (82. Shkëlzen Gashi), Odise Roshi (74. Sokol Cikalleshi) Cheftrainer: Gianni De Biasi ( Italien) | Yann Sommer – Stephan Lichtsteiner , Fabian Schär, Johan Djourou, Ricardo Rodríguez – Valon Behrami, Granit Xhaka – Xherdan Shaqiri (88. Gelson Fernandes), Blerim Džemaili (76. Fabian Frei), Admir Mehmedi (62. Breel Embolo) – Haris Seferović Cheftrainer: Vladimir Petković | Schweiz | Aufstellung Albanien gegen Schweiz |
| Albanien                                                    | 0:1 Schär (5.) | | Schweiz | Aufstellung Albanien gegen Schweiz |
| Albanien                                                    | Cana (23.), Kaçe (63.), Kukeli (89.), Mavraj (90.+2′) | Schär (14.), Behrami (66.) | Schweiz | Aufstellung Albanien gegen Schweiz |
| Albanien                                                    | Cana (36.) | | Schweiz | Aufstellung Albanien gegen Schweiz |
| Albanien                                                    | Spieler des Spiels: Granit Xhaka (Schweiz) | | Schweiz | Aufstellung Albanien gegen Schweiz |
| 1. Spieltag                                                 | | |         |                                    |
| 11. Juni 2016 um 15:00 Uhr in Lens (Stade Bollaert-Delelis) | | |         |                                    |
| Zuschauer: 33.805                                           | | |         |                                    |
| Schiedsrichter: Carlos Velasco Carballo ( Spanien)          | | |         |                                    |
| Spielbericht                                                | | |         |                                    |

Der Schweiz gelang bereits nach wenigen Minuten die Führung, als Fabian Schär nach einer von Xherdan Shaqiri geschlagenen Ecke und einem Torwartfehler von Etrit Berisha einköpfte. Nach diesem frühen Rückstand bemühten sich die Albaner, ihre Kompaktheit zu bewahren, und ermöglichten der Schweiz somit weitere Torchancen, die aber ungenutzt blieben. Nach der Gelb-Roten Karte für Albaniens Kapitän Lorik Cana verpassten es die Schweizer, das Spiel vorzuentscheiden, und gaben den Albanern zeitweise viele Freiräume. Die zweite Halbzeit dominierte die Schweiz beinahe ausnahmslos, allerdings wurden zahlreiche Großchancen verspielt oder scheiterten an Albanien-Keeper Berisha. Für den letzten Höhepunkt sorgte der in der 82. Minute eingewechselte Shkelzen Gashi, als dessen Schuss drei Minuten vor Ende der regulären Spielzeit von Yann Sommer pariert wurde und dieser so den schweizerischen Sieg sicherte. Das Spiel war das erste der EM-Geschichte, in dem zwei Brüder gegeneinander antraten; Taulant Xhaka, der auf albanischer Seite im linken Mittelfeld spielte, und Granit Xhaka, der im defensiven Mittelfeld der Schweiz auflief. Sie standen 62 Minuten gemeinsam auf dem Platz, bis Taulant Xhaka ausgewechselt wurde.

## Rumänien – Schweiz 1:1 (1:0)
| Rumänien                                               | Rumänien | Schweiz | Schweiz | Aufstellung                        |
| ------------------------------------------------------ | --- | --- | ------- | ---------------------------------- |
| Rumänien                                               | \| 2. Spieltag \| \| 15. Juni 2016 um 18:00 Uhr in Paris (Parc des Princes) \| \| Zuschauer: 43.576 \| \| Schiedsrichter: Sergei Karassjow ( Russland) \| \| Spielbericht \| | \| 2. Spieltag \| \| 15. Juni 2016 um 18:00 Uhr in Paris (Parc des Princes) \| \| Zuschauer: 43.576 \| \| Schiedsrichter: Sergei Karassjow ( Russland) \| \| Spielbericht \| | Schweiz | Aufstellung Rumänien gegen Schweiz |
| Rumänien                                               | Ciprian Tătărușanu – Cristian Săpunaru, Vlad Chiricheș , Dragoș Grigore, Răzvan Raț (62. Steliano Filip) – Andrei Prepeliță, Mihai Pintilii (46. Ovidiu Hoban) – Gabriel Torje, Bogdan Stancu (84. Florin Andone), Alexandru Chipciu – Claudiu Keșerü Cheftrainer: Anghel Iordănescu | Yann Sommer – Stephan Lichtsteiner , Fabian Schär, Johan Djourou, Ricardo Rodríguez – Valon Behrami, Granit Xhaka – Xherdan Shaqiri (90.+1′ Shani Tarashaj), Blerim Džemaili (83. Michael Lang), Admir Mehmedi – Haris Seferović (64. Breel Embolo) Cheftrainer: Vladimir Petković | Schweiz | Aufstellung Rumänien gegen Schweiz |
| Rumänien                                               | 1:0 Stancu (18., Foulelfmeter) | 1:1 Mehmedi (57.) | Schweiz | Aufstellung Rumänien gegen Schweiz |
| Rumänien                                               | Prepeliță (22.), Chipciu (24.), Keșerü (37.), Grigore (76.) | Xhaka (50.), Embolo (90.+4′) | Schweiz | Aufstellung Rumänien gegen Schweiz |
| Rumänien                                               | Spieler des Spiels: Granit Xhaka (Schweiz) | | Schweiz | Aufstellung Rumänien gegen Schweiz |
| 2. Spieltag                                            | | |         |                                    |
| 15. Juni 2016 um 18:00 Uhr in Paris (Parc des Princes) | | |         |                                    |
| Zuschauer: 43.576                                      | | |         |                                    |
| Schiedsrichter: Sergei Karassjow ( Russland)           | | |         |                                    |
| Spielbericht                                           | | |         |                                    |

Die ersten Minuten des Spiels waren von offensivem Auftreten der Schweizer auf der einen und defensivem auf rumänischer Seite geprägt. Ein Wendepunkt markierte ein in der 17. Minute vom Schweizer Kapitän Stephan Lichtsteiner an Alexandru Chipciu verursachter Elfmeter, den Bogdan Stancu verwandelte und so eine vor allem für die Rumänen chancenreiche Spielphase eröffnete. Bis zum Halbzeitpfiff vergaben beide Mannschaften jedoch weitere Möglichkeiten. Die zweite Halbzeit wurde von einer Torchance des nur Sekunden vorher eingewechselten Ovidiu Hoban in der 46. und einem Beinahe-Eigentor des Schweizer Verteidigers Johan Djourou in der 52. Minute eingeläutet. Kurz darauf gelang es Admir Mehmedi nach einer Ecke, den Ball zu erlangen, im Tor unterzubringen und für die Schweiz auszugleichen. Die Schweizer setzten daraufhin eine Schlussoffensive an, kamen aber gegen die sich in die eigene Hälfte zurückgezogenen Rumänen nicht zu einem weiteren Treffer und mussten schließlich einen Punkt hinnehmen.

## Frankreich – Albanien 2:0 (0:0)
| Frankreich                                                | Frankreich | Albanien | Albanien | Aufstellung                           |
| --------------------------------------------------------- | --- | --- | -------- | ------------------------------------- |
| Frankreich                                                | \| 2. Spieltag \| \| 15. Juni 2016 um 21:00 Uhr in Marseille (Stade Vélodrome) \| \| Zuschauer: 63.670 \| \| Schiedsrichter: William Collum ( Schottland) \| \| Spielbericht \|                                                                                          | \| 2. Spieltag \| \| 15. Juni 2016 um 21:00 Uhr in Marseille (Stade Vélodrome) \| \| Zuschauer: 63.670 \| \| Schiedsrichter: William Collum ( Schottland) \| \| Spielbericht \|                                                                                     | Albanien | Aufstellung Frankreich gegen Albanien |
| Frankreich                                                | Hugo Lloris – Bacary Sagna, Adil Rami, Laurent Koscielny, Patrice Evra – N’Golo Kanté, Blaise Matuidi – Kingsley Coman (68. Antoine Griezmann), Dimitri Payet, Anthony Martial (46. Paul Pogba) – Olivier Giroud (77. André-Pierre Gignac) Cheftrainer: Didier Deschamps | Etrit Berisha – Elseid Hysaj, Arlind Ajeti (85. Frédéric Veseli), Mergim Mavraj, Ansi Agolli – Andi Lila (71. Odise Roshi), Amir Abrashi, Burim Kukeli (74. Taulant Xhaka), Ledian Memushaj, Ermir Lenjani – Armando Sadiku Cheftrainer: Gianni De Biasi ( Italien) | Albanien | Aufstellung Frankreich gegen Albanien |
| Frankreich                                                | 1:0 Griezmann (90.) 2:0 Payet (90.+6′) | | Albanien | Aufstellung Frankreich gegen Albanien |
| Frankreich                                                | Kanté (88.) | Kukeli (55.), Abrashi (81.) | Albanien | Aufstellung Frankreich gegen Albanien |
| Frankreich                                                | Spieler des Spiels: Dimitri Payet (Frankreich) | | Albanien | Aufstellung Frankreich gegen Albanien |
| 2. Spieltag                                               | | |          |                                       |
| 15. Juni 2016 um 21:00 Uhr in Marseille (Stade Vélodrome) | | |          |                                       |
| Zuschauer: 63.670                                         | | |          |                                       |
| Schiedsrichter: William Collum ( Schottland)              | | |          |                                       |
| Spielbericht                                              | | |          |                                       |

Die als Favorit gesetzten Franzosen kontrollierten das Spiel zunächst mit viel Ballbesitz, hatten sie doch im Spielaufbau erhebliche Probleme gegen die diszipliniert wie auch offensiv auftretenden Albaner. Der Großteil des Spiels verlief chancenbezogen ausgeglichen, die sonstigen Spielanteile überwogen jedoch auf albanischer Seite. Ein Kopfball Girouds in der 35. Minute und ein abgeblockter Versuch Lenjanis im Strafraum zwei Minuten später stellten die besten Chancen der ersten Halbzeit dar, in der eine Führung Albaniens möglich gewesen wäre. Gleich zu Beginn der zweiten Spielhälfte veränderte sich der Spielfluss: Frankreich zeigte Offensivqualitäten, Coman, Giroud, Payet, Pogba als auch später Griezmann vergaben dennoch Großchance um Großchance. Erst im Übergang zur 90. Minute flankte Adil Rami den Ball in den albanischen Strafraum, wo er von Antoine Griezmann abgenommen und ins linke untere Toreck eingeköpft wurde. Den Schlussstrich setzte mit dem 2:0 in der Nachspielzeit Dimitri Payet.

## Schweiz – Frankreich 0:0
| Schweiz                                                               | Schweiz | Frankreich | Frankreich | Aufstellung                          |
| --------------------------------------------------------------------- | --- | --- | ---------- | ------------------------------------ |
| Schweiz                                                               | \| 3. Spieltag \| \| 19. Juni 2016 um 21:00 Uhr in Villeneuve-d’Ascq (Stade Pierre-Mauroy) \| \| Zuschauer: 45.616 \| \| Schiedsrichter: Damir Skomina ( Slowenien) \| \| Spielbericht \|                                                                                         | \| 3. Spieltag \| \| 19. Juni 2016 um 21:00 Uhr in Villeneuve-d’Ascq (Stade Pierre-Mauroy) \| \| Zuschauer: 45.616 \| \| Schiedsrichter: Damir Skomina ( Slowenien) \| \| Spielbericht \|                                                         | Frankreich | Aufstellung Schweiz gegen Frankreich |
| Schweiz                                                               | Yann Sommer – Stephan Lichtsteiner , Fabian Schär, Johan Djourou, Ricardo Rodríguez – Valon Behrami, Granit Xhaka – Xherdan Shaqiri (79. Gelson Fernandes), Blerim Džemaili, Admir Mehmedi (86. Michael Lang) – Breel Embolo (74. Haris Seferović) Cheftrainer: Vladimir Petković | Hugo Lloris – Bacary Sagna, Adil Rami, Laurent Koscielny, Patrice Evra – Moussa Sissoko, Yohan Cabaye, Paul Pogba – Kingsley Coman (63. Dimitri Payet), André-Pierre Gignac, Antoine Griezmann (77. Blaise Matuidi) Cheftrainer: Didier Deschamps | Frankreich | Aufstellung Schweiz gegen Frankreich |
| Schweiz                                                               | Rami (25.), Koscielny (83.) | | Frankreich | Aufstellung Schweiz gegen Frankreich |
| Schweiz                                                               | Spieler des Spiels: Yann Sommer (Schweiz) | | Frankreich | Aufstellung Schweiz gegen Frankreich |
| 3. Spieltag                                                           | | |            |                                      |
| 19. Juni 2016 um 21:00 Uhr in Villeneuve-d’Ascq (Stade Pierre-Mauroy) | | |            |                                      |
| Zuschauer: 45.616                                                     | | |            |                                      |
| Schiedsrichter: Damir Skomina ( Slowenien)                            | | |            |                                      |
| Spielbericht                                                          | | |            |                                      |

Bereits in der 8. Minute setzte Johan Djourou, der einen von Xherdan Shaqiri per Ecke in den Strafraum gebrachten und von Fabian Schär mit dem Kopf an den zweiten Pfosten verlängerten Ball nicht im französischen Tor unterbringen konnte, den ersten Offensivimpuls des Spiels. Paul Pogba schlenzte den Ball nur vier Minuten später aus 17 Metern an die Latte, eine Minute später verhinderte Yann Sommer einen Gegentreffer und in der 17. Minute setzte Pogba einen 20-Meter-Schuss ans Lattenkreuz. Nach diesem „Sturm“ flaute das Spiel der Franzosen etwas ab und die Eidgenossen kamen besser ins Spiel. Der zweite Durchgang gehörte zuerst den Schweizern, die sich zwar in Richtung des französischen Strafraums bewegten, aber nicht zwingend genug agierten oder zum Abschluss kamen. Frankreich erwiderte die schweizerischen Bemühungen, als Gignac und Griezmann Sommer prüften und Payet eine Volleyabnahme nach Flanke von Sissoko in der 75. Minute an die Querlatte schoss. Letztendlich schaffte es die Schweiz durch den erspielten Punkt zum ersten Mal überhaupt in die K.-o.-Runde einer EM.

## Rumänien – Albanien 0:1 (0:1)
| Rumänien                                                       | Rumänien | Albanien | Albanien | Aufstellung                         |
| -------------------------------------------------------------- | --- | --- | -------- | ----------------------------------- |
| Rumänien                                                       | \| 3. Spieltag \| \| 19. Juni 2016 um 21:00 Uhr in Décines-Charpieu (Stade de Lyon) \| \| Zuschauer: 49.752 \| \| Schiedsrichter: Pavel Královec ( Tschechien) \| \| Spielbericht \|                                                                                                  | \| 3. Spieltag \| \| 19. Juni 2016 um 21:00 Uhr in Décines-Charpieu (Stade de Lyon) \| \| Zuschauer: 49.752 \| \| Schiedsrichter: Pavel Královec ( Tschechien) \| \| Spielbericht \|                                                                         | Albanien | Aufstellung Rumänien gegen Albanien |
| Rumänien                                                       | Ciprian Tătărușanu – Cristian Săpunaru, Dragoș Grigore, Vlad Chiricheș , Alexandru Mățel – Andrei Prepeliță (46. Lucian Sânmărtean), Ovidiu Hoban – Adrian Popa (68. Florin Andone), Nicolae Stanciu, Bogdan Stancu – Denis Alibec (57. Gabriel Torje) Cheftrainer: Anghel Iordănescu | Etrit Berisha – Elseid Hysaj, Arlind Ajeti, Mergim Mavraj, Ansi Agolli – Andi Lila, Amir Abrashi, Migjen Basha (83. Lorik Cana), Ledian Memushaj, Ermir Lenjani (77. Odise Roshi) – Armando Sadiku (59. Bekim Balaj) Cheftrainer: Gianni De Biasi ( Italien) | Albanien | Aufstellung Rumänien gegen Albanien |
| Rumänien                                                       | 0:1 Sadiku (43.) | | Albanien | Aufstellung Rumänien gegen Albanien |
| Rumänien                                                       | Mățel (54.), Săpunaru (85.), Torje (90.+3′) | Basha (6.), Memushaj (85.), Hysaj (90.+4′) | Albanien | Aufstellung Rumänien gegen Albanien |
| Rumänien                                                       | Spieler des Spiels: Arlind Ajeti (Albanien) | | Albanien | Aufstellung Rumänien gegen Albanien |
| 3. Spieltag                                                    | | |          |                                     |
| 19. Juni 2016 um 21:00 Uhr in Décines-Charpieu (Stade de Lyon) | | |          |                                     |
| Zuschauer: 49.752                                              | | |          |                                     |
| Schiedsrichter: Pavel Královec ( Tschechien)                   | | |          |                                     |
| Spielbericht                                                   | | |          |                                     |

Die Rumänen begannen dominant und versuchten in der Anfangsviertelstunde mit Distanzschüssen, ein Tor zu erzielen. In der 23. Minute zeigten die Albaner erstmals Zug zum gegnerischen Tor: in einem Konter und Zusammenspiel zwischen Lenjani, Sadiku und Memushaj gelang erstgenannter zentral stehend an den Ball, schoss aber über das rumänische Tor. Die jetzt offensiveren Albaner vergaben in der 35. und 36. Minute weitere Torchancen, den Führungstreffer erzielte nach Flanke von Ledian Memushaj Sturmspitze Armando Sadiku per Kopf. Albanien reduzierte sich in der zweiten Hälfte auf das Konterspiel, stand bei rumänischen Angriffen zudem kompakt und ließ diesen wenig Raum. Nach mehreren vergebenen albanischen Gelegenheiten auf ein 2:0, hatte traf der Minuten vorher eingewechselte Rumäne Andone aus 16 Metern nur die Latte, sodass bis Spielende ein Ausgleich nicht mehr zustande kam. Rumänien schied in der Folge aus dem Turnier aus, während sich Albanien noch Hoffnungen auf das Achtelfinale machen konnte.